# Paul Deschanel
Paul Eugène Louis Deschanel (født 13. februar 1855 i Bruxelles, Belgien, død 28. april 1922) var Frankrigs præsident fra 18. februar til 21. september 1920.
Fra 1899 var han medlem af det Franske Akademi.
1. ↑  Navnet er anført på engelsk og stammer fra Wikidata hvor navnet endnu ikke findes på dansk.